# Haliclona toxotes
Haliclona toxotes är en svampdjursart som först beskrevs av Jörn Hentschel 1912.  Haliclona toxotes ingår i släktet Haliclona och familjen Chalinidae. Inga underarter finns listade i Catalogue of Life.